# Faro di Bull Point
Il faro di Bull Point si trova sull'omonimo promontorio della costa nord della contea del Devon vicino al villaggio di Mortehoe, sulla penisola di Cornovaglia, in Inghilterra. La sua luce è un riferimento per le navi che si trovano al largo della costa nel Mare Celtico, inoltre segnala, mediante una luce rossa fissa visibile solo in direzione del pericolo, la presenza di una secca detta Rockham Shoal e gli scogli di Morte Stone al largo di Morte Point. Il faro è gestito da Trinity House, l'autorità generale britannica per i fari.

## Storia
Spesso afflitta dalle tempeste, la costa settentrionale del Devon è stata scenario di molti naufragi. Sebbene illegale, la gente del posto, spesso povera, vedeva il relitto come un "dono del mare" e, sebbene fosse vietato dalla legge, lo depredava del carico e di tutto ciò che potesse essere utile.
Nel 1850 un petizione sottoscritta dal "clero locale, da armatori, mercanti e proprietari terrieri" chiedeva a Trinity House la costruzione di un faro, sottolineando che "la barbara attività di sciacallaggio illegale dei relitti ha causato molte perdite di vite e di beni"
.
In risposta a questa petizione, Trinity House costruì nel 1879 il primo faro a Bull Point. Nel 1919 fu installato un segnale da nebbia e nel 1960 fu elettrificato; il faro funzionò per 93 anni senza incidenti, fino al 1972. In quell'anno, il 18 settembre, il capo dei guardiani segnalò la comparsa di fessure larghe 2 pollici nel locale macchine e nel passaggio che portava al faro, che rivelavano movimenti del terreno. Pochi giorni dopo, nelle prime ore del mattino di domenica 24 settembre 1972, 15 metri di scogliera crollarono in mare e per altri quindici metri franò formando un ripido "pendio di frana". A causa del crollo, i muri degli edifici si creparono, e la cabina del segnale da nebbia crollò parzialmente mettendo quest'ultimo fuori uso.
Come soluzione temporanea, venne richiesta in prestito la torre del vecchio faro, decommissionato nel 1954, di Braunton Sands Low, che era stata ceduta alla organizzazione per la tutela dell'ambiente "The Nature Conservancy". Sulla torre provvisoria fu installata l'ottica recuperata dal faro, che era stato elettrificato nel 1960, e nelle vicinanze venne costruita una capanna provvisoria per ospitare il segnale da nebbia, costituito da 3 corni di tipo diaphone.

### Il nuovo faro
Nel 1974 iniziarono i lavori di costruzione dell'attuale faro che fu progettato in modo da poter riutilizzare, con poche modifiche, gli equipaggiamenti relativamente recenti recuperati dal vecchio faro. Il costo totale dell'operazione fu di 71 000 sterline dell'epoca; vennero recuperate l'ottica originale e gli impianti del segnale da nebbia e della sala macchine. Dal 1988 il segnale da nebbia non è più in uso.

## Struttura
Si tratta di una torre in muratura di mattoni con lanterna e ballatoio: la pianta è quadrata con un lato, quello prospiciente al mare, arrotondato in forma cilindrica. Dal lato del mare ci sono quattro grandi aperture coniche che costituivano le bocche dei corni da nebbia, con la dismissione di questi nel 1988 le bocche sono state trasformate in finestre.
Aderente al faro c'è un edificio di servizio ad un solo piano, e nelle vicinanze altri piccoli edifici ed un cottage, tutti su di un solo piano. In precedenza dimora dei guardiani, ora il cottage è ora disponibile per affitto a scopo turistico.

### Ottica e caratteristica
L'ottica è composta da 6 pannelli di lenti catadiottriche di terzo ordine; la luce è generata da una lampada elettrica da 1500 w. L'intensità del segnale è di 800 000 candele con una portata di 24 miglia nautiche. La caratteristica del segnale ottico è di tre lampi bianchi su un periodo di 10 secondi; oltre a questi il faro emette una luce rossa fissa verso Ovest che segnala la presenza di una secca nota come "Rockham Shoal", questa luce è visibile solo in direzione del pericolo.
La caratteristica del segnale da nebbia, dismesso nel 1988, era di un suono della durata di 4 secondi ogni minuto.

## Galleria d'immagini

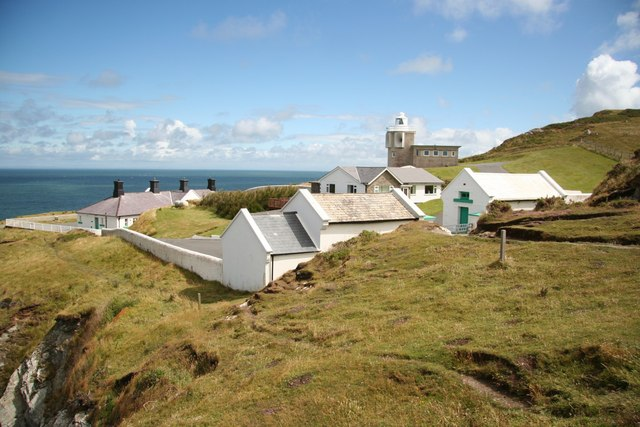
Il faro di Bull Point con le strutture circostanti.
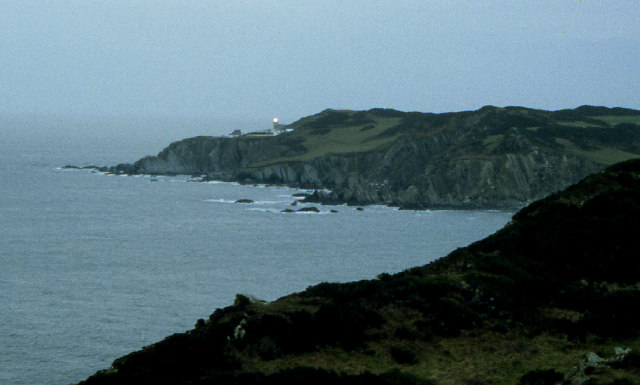
Il promontorio di Bull Point con il faro acceso.